# 관쯔린 온천

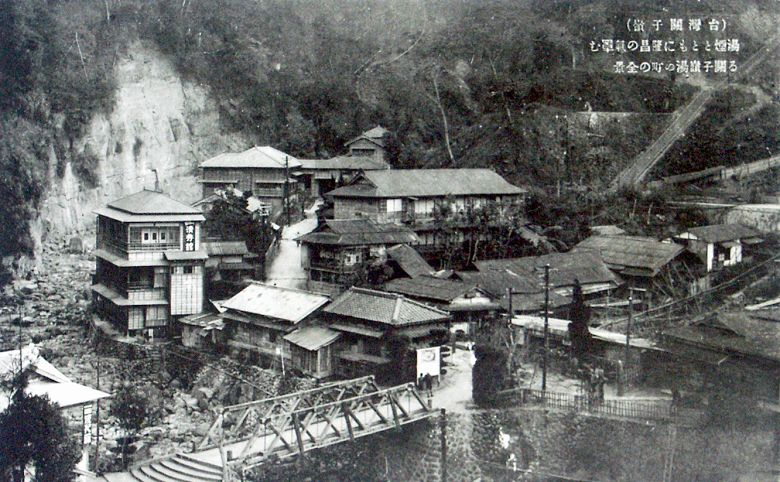
대만일치시기의 관쯔린 온천

관쯔린 온천(關子嶺)은 타이완의 4대 온천 중 하나이다. 자이 역에서 남동쪽에 위치하며, 해발 270m의 산중에 있는 온천 마을이다. 일본 제국의 식민 통치 시기(대만일치시기)부터 유명해졌으며, 세계적으로 별로 없는 광물 진흙 온천이다.